# Gelis elymi
Gelis elymi är en stekelart som först beskrevs av Thomson 1884.  Gelis elymi ingår i släktet Gelis och familjen brokparasitsteklar. Arten är reproducerande i Sverige. Inga underarter finns listade i Catalogue of Life.